# Camilla Overbye Roos
Camilla Overbye Roos (* 19. Januar 1969 in Kopenhagen) ist eine dänische Schauspielerin und Filmemacherin.

## Leben
Camilla Overbye Roos hatte schon als Kind kleine Fernsehrollen inne. Nebenrollen spielte sie in großen Produktionen wie The Element of Crime als Lotto-Mädchen und dem Welterfolg Titanic als Dritte-Klasse-Passagierin Helga Dahl. Bei einigen Independent-Produktionen spielte sie größere Rollen. Ab 2002 schuf sie einige mittellange Dokumentarfilme fürs Fernsehen. Insgesamt wirkte sie bis 2012 in mehr als 20 Film-und-Fernsehproduktionen mit.

## Filmografie (Auswahl)
- 1984: The Element of Crime (Forbrydelsens element)
- 1993: Hotel Room (Miniserie, 2 Folgen)
- 1997: Titanic
- 1999: The Contract
- 1999: Facade
- 2000: Schuldig – Ein mörderischer Auftrag (The Guilty)
- 2002: Eaten Alive – Invasion der Killer-Insekten (Infested)
- 2002: Under the Influence
- 2003: Intoxicating – Pures Gift (Intoxicating)